# Симоново (Амурская область)
Си́моново — село в Шимановском районе Амурской области, Россия.
Образует Симоновский сельсовет.

## География
Село Симоново стоит на левом берегу реки Белая, в 10 км до впадения её в Амур.
Село Симоново расположено к юго-западу от города Шимановск, автодорога идёт от Шимановска через Новогеоргиевку и Саскаль. Расстояние до районного центра — 96 км.
От села Симоново на юг идёт дорога к селу Буссе Свободненского района.

## История
Основано в 1872 г. Первоначально называлось Шелашниковое, но в 1882 г., с переселением туда казаков 8-го батальона, она была переименована в Симоново.

## Топонимика
Село переименовано в 1882 г., в честь генерал-майора Генерального штаба Симонова Михаила Агафангеловича (1871—1922), руководившего топографическими съемками на Амуре и Уссури (О переименовании её известил сам полковник, проплывавший на катере и бросивший казакам на палке 10 рублей со словами: «Поздравляю вас, станица названа моим именем, выпейте за мое здравие!»).

## Население
| 2002 | 2010 | 2012 | 2013 | 2014 | 2015 | 2016 |
| ---- | ---- | ---- | ---- | ---- | ---- | ---- |
| 281  | ↘180 | ↘166 | ↘162 | ↘149 | ↘140 | ↘139 |
| 2017 | 2018 | 2021 |      |      |      |      |
| ↘137 | ↘110 | ↗134 |      |      |      |      |